# Claës Uggla
Claës Augustin Uggla, född 2 januari 1916 i Engelbrekts församling i Stockholm, död 7 februari 2000 i Västerhaninge i Haninge kommun, var ett svenskt patenträttsråd.

## Biografi
Uggla avlade 1936 examen som reservofficer för att därefter ägna sig åt studier i juridik. År 1942 blev han juris kandidat vid Stockholms högskola, varpå han efter tingstjänstgöring 1945 hamnade vid Svea hovrätt. Han lämnade hovrätten samma år för en tjänst som amanuens vid Patent- och registreringsverket, där han 1958 avancerade till  byråchef. Han var även anlitad som sakkunnig vid Handelsdepartementet. Uggla blev 1963 patenträttsråd, och var 1978–1983 ordförande i Patentbesvärsrätten. Han var som expert utsänd som svensk representant vid flera internationella konferenser, kommittéer och utredningar. År 1950 blev han ryttmästare i kavalleriet. År 1986 blev Uggla ordförande för Svensk Forms opinionsnämnd.
Claës Uggla var son till översten Allan Uggla (1878–1959) och Ida Uggla (1879–1967), född Petersén, samt bror till Ingeborg Uggla-Rosén. Han var gift tre gånger, varav första gången 1941–1974 och tredje gången från 1983 till sin död med Madeleine Thiel. De är gravsatta i minneslunden på Skogskyrkogården i Stockholm. En av deras söner är  rockartisten Magnus Uggla.